# Solenopsis brasiliana
Solenopsis brasiliana é uma espécie de formiga do gênero Solenopsis, pertencente à subfamília Myrmicinae.